# دانشگاه اجرتون
دانشگاه اجرتون یک دانشگاه دولتی در کنیا است. این دانشگاه قدیمی‌ترین مؤسسه آموزش عالی در کنیا است. پردیس اصلی دانشگاه در نجورو در جنوب غربی شهر ناکورو واقع شده‌است.